# Methyl format
Methyl formate, cũng gọi là methyl methanoate, là một methyl ester của axít formic. Là ví dụ đơn giản nhất của một ester, nó là một chất lỏng không màu với mùi táo, áp suất hơi cao, và sức căng bề mặt thấp. Nó là tiền thân của nhiều hợp chất khác có lợi ích thương mại.

## Sản xuất
Trong phòng thí nghiệm, methyl formate có thể được sản xuất bởi các phản ứng ngưng tụ của methanol và axit formic, như sau:
HCOOH + CH3OH → HCOOCH3 + H2O
Methyl formate công nghiệp, tuy nhiên, thường được sản xuất bởi sự kết hợp của methanol và carbon monoxide (carbonylation) với sự có mặt của một base mạnh, chẳng hạn như natri metoxit:
Quá trình này, được thực hiện bởi BASF trong số các công ty khác cung cấp cho 96% chọn lọc đối với methyl formate. Các chất xúc tác cho quá trình này là nhạy cảm với nước, trong đó có thể hiện diện trong nguyên liệu carbon monoxide, mà thường bắt nguồn từ khí tổng hợp. Cần có carbon monoxide rất khô.

## Sử dụng
Methyl formate được sử dụng chủ yếu để sản xuất formamid, dimethylformamid, và axit formic. Các hợp chất này là tiền chất hoặc khối xây dựng cho nhiều dẫn xuất hữu ích.
Do nó có áp suất hơi cao, nó được sử dụng để kết thúc khô nhanh chóng như một tác nhân thổi, được cấp bằng sáng chế bởi Foam Supplies, Inc. dưới tên thương mại Ecomate, cho một loạt các ứng dụng bọt polyurethane và như là một thay thế cho CFC, HCFC, và HFC. Methyl formate có tiềm năng suy giảm ozone bằng không và tiềm năng nóng lên toàn cầu bằng không. Nó cũng được sử dụng như làm thuốc trừ sâu.
Một cách sử dụng methyl formate trong lịch sử, mà đôi khi nó mang lại sự chú ý, là trong tủ lạnh. Trước khi giới thiệu các chất làm lạnh ít độc hại, methyl formate được sử dụng như là một thay thế cho sulfur dioxide trong tủ lạnh trong nhà, chẳng hạn như một số mô hình của GE Monitor Top nổi tiếng.